# Voz verbal
Se dá o nome de voz à forma assumida pelo verbo para indicar se o sujeito gramatical é agente ou paciente da ação. Na língua portuguesa existem três vozes verbais: ativa, passiva e reflexiva.

## Voz ativa
Na voz ativa, o sujeito é agente, ou seja, pratica a ação expressa pelo verbo.
Exemplos:
- O repórter (sujeito agente) leu (verbo) a notícia.
- João (sujeito agente) lavou (verbo) o carro.

## Voz passiva
Na voz passiva, o sujeito é paciente, ou seja, recebe a ação expressa pelo verbo. O praticante da ação é classificado como agente da passiva. Admitem transposição de voz passiva somente verbo transitivo direto e bitransitivos. Verbo transitivo indireto, impessoal, intransitivo, verbo de ligação ou transitivo direto seguido de objeto direto preposicionado não admite.
Exemplo:
- O livro (sujeito paciente) foi escrito por Maria (agente da passiva).

Na língua portuguesa, a voz passiva pode ser analítica ou sintética.

### Voz passiva analítica
A voz passiva analítica é formada por um verbo auxiliar SER e eventualmente, outro verbo auxiliar, o particípio de um verbo transitivo, uma preposição e o agente da passiva.
Exemplo:
- O trabalho (sujeito paciente) foi (verbo auxiliar) feito (verbo no particípio) por (preposição) ele (agente da passiva)

Em determinadas frases, o agente da passiva pode não estar explícito.
Exemplo:
- As roupas (sujeito paciente) foram (verbo auxiliar) passadas (verbo no particípio).

### Voz passiva sintética
A voz passiva pronominal ou sintética é formada por um verbo na terceira pessoa (do singular ou do plural) junto ao pronome pessoal se como partícula apassivadora (ou pronome apassivador), indicando um agente, que não costuma vir expresso na voz passiva sintética, indeterminado. Neste tipo de construção, a partícula "SE" é usada formalmente como pronome oblíquo reflexivo na função de objeto direto de um verbo transitivo, que naturalmente concorda com o sujeito.
O emprego de "se" como partícula apassivadora não deve ser confundido com seus usos como objeto direto da voz ativa reflexiva (por exemplo, na frase "feriu-se com a faca." = "ele feriu a si mesmo com a faca.") ou como indicador de sujeito genérico ("vive-se bem aqui." = "uma pessoa geralmente vive bem aqui." = "qualquer pessoa geralmente vive bem aqui.").
Exemplo:
- Alugam-se barcos. (voz passiva sintética) equivale a "barcos são alugados." (voz passiva analítica) e a "alguém aluga barcos." (voz ativa), todas com agente indeterminado. (Além de você).
- Passaram-se roupas
- Que é formada por um verbo transitivo direto na 3º pessoa, acompanhado do pronome apassivador se e do sujeito paciente. Na passiva sintética, o agente da passiva nunca aparece, e o sujeito sempre vem depois do verbo. Como por exemplo:  Criam-se códigos indecifráveis.  Criam-se = Criam- VTD(3º pessoa) se= pronome apassivador / códigos indecifráveis= sujeito paciente.  Sintético vem da palavra síntese, que significa “resumo”.

## Voz reflexiva
Na voz reflexiva, o sujeito é ao mesmo tempo agente e paciente, ou seja, pratica e recebe a ação ao mesmo tempo. A voz reflexiva é formada por pronome oblíquo reflexivo ("me", "te", "se", "nos" ou "vos") que se refere ao próprio sujeito.
Exemplo:
- O repórter vestiu-se e foi trabalhar.

### Voz reflexiva recíproca
Na voz reflexiva recíproca, o sujeito é composto, e cada um dos seus elementos pratica a ação descrita pelo verbo nos demais.
Exemplos:
- Gabriel e Cintia se beijaram.
- Nós nos veremos na escola.

## Voz neutra
Chamam-se neutros os verbos que não são ativos nem passivos nem reflexivos. São os verbos impessoais e os de ligação.
Exemplos:
- O vinho é bom.
- Aqui chove muito.

## Observações
Há formas passivas com sentido ativo.
Exemplos:
- É chegada a hora. (= Chegou a hora.)  Eu ainda não era nascido. (= Eu ainda não tinha nascido.)  És um homem lido e viajado. (= que leu e viajou)

Inversamente, usamos formas ativas com sentido passivo.
Exemplos:
- Há coisas difíceis de entender. (= serem entendidas)  Mandou-o lançar na prisão. (= ser lançado)

Os verbos chamar-se, batizar-se, operar-se (no sentido cirúrgico) e vacinar-se são considerados passivos, logo, o sujeito é paciente. O pronome assume formas de primeira, segunda e terceira pessoa.
Exemplos:
- Chamo-me chibata.  Batizei-me na Igreja do Carmo.   Operou-se de hérnia.   Vacinaram-se contra a gripe.

## Uso
A escolha entre voz ativa e passiva é basicamente uma questão de estilo. A voz ativa é geralmente mais sucinta, simples, direta, e fácil de entender. A voz passiva pode ser usada no lugar da ativa para aumentar a ênfase no objeto direto e reduzir a importância do sujeito, ou suprimi-lo inteiramente.
Exemplos:
- A empresa depois colhe, embala e vende as frutas.
- As frutas depois são colhidas, embaladas e vendidas pela empresa.

## Em outras línguas
Construções semelhantes à voz ativa e à voz passiva analítica do português existem em muitas outras línguas indo-europeias, incluindo inglês ("the cat eats the mouse" versus "the mouse is eaten by the cat"). A voz passiva sintética existe no espanhol e no italiano ("si vendono case") mas não no francês nem no inglês.

## Observações
1) Aos verbos que não são ativos nem passivos ou reflexivos, são chamados neutros. Por exemplo:
O vinho é bom.
Aqui chove muito.
2) Há formas passivas com sentido ativo. Por exemplo:
É chegada a hora. (= Chegou a hora.)
Eu ainda não era nascido. (= Eu ainda não tinha nascido.)
És um homem lido e viajado. (= que leu e viajou)
3) Inversamente, usamos formas ativas com sentido passivo. Por exemplo:
Há coisas difíceis de entender. (= serem entendidas)